# صدري عليشيك
محمد صدر الدين عليشيك (بالتركية: Mehmet Sadrettin Alışık)‏ هو ممثل وشاعر تركي قديم ولد في يوم 5 أبريل 1925 في إسطنبول. بدأ التمثيل في سنة 1939 ومثل في عدة أفلام ومسرحيات. تزوج من الممثلة جولبان إلهان وأنجبت منه ولد واحد وهو الممثل كرم عليشيك. توفي في يوم 18 مارس 1995 في إسطنبول.